# Dôme de Neige des Écrins
Dôme de Neige des Écrins (4015 m n.p.m.) – szczyt w grupie górskiej Écrins w Alpach Delfinackich. Leży w południowo-wschodniej Francji w regionie Owernia-Rodan-Alpy. Trzeci co do wysokości szczyt Alp Delfinackich i najniższy z trzech czterotysięczników tego pasma. Jest to pierwszy licząc od zachodu czterotysięcznik Alp. Przez Brèche Lory (3974 m n.p.m.) sąsiaduje z Pic Lory, za którym wyrasta Barre des Écrins. Szczyt można zdobyć ze schronisk Refuge Temple-Écrins (2410 m), Refuge Cézanne (1874 m), Refuge du Glacier Blanc (2542 m) i Refuge des Écrins (3170 m).